# ヴァレンティン・ミハイラ
ミハイ・ヴァレンティン・ミハイラ（Mihai Valentin Mihăilă, 2000年2月2日 - ）は、ルーマニア・ドゥンボヴィツァ県トゥルゴヴィシュテ出身のサッカー選手。スュペル・リグ・チャイクル・リゼスポル所属。ポジションはFW、MF。

## クラブ経歴
2015年にCSウニヴェルシタテア・クラヨーヴァのユースアカデミーに入所。2017年にトップチームに昇格し、10月24日の国内カップ戦クパ・ロムニエイのシェプシOSKスフントゥ・ゲオルゲ戦でプロデビュー。翌2018年に正式にプロ契約を締結し、国内リーグリーガ1デビュー。2019年4月19日のAFCアストラ・ジュルジュ戦でプロ初ゴールを記録。2018-19シーズンはリーグ戦28試合に出場。翌2019-20シーズンはリーグ戦7ゴールを決めた。
2020年10月5日、パルマ・カルチョ1913と5年契約を締結。2021年1月21日のコッパ・イタリアのSSラツィオ戦でゴールを決めるも、試合は1-2で敗れた。
2022年1月31日、アタランタBCに買取オプション付きのレンタル移籍が発表された。
2025年7月18日、トルコのチャイクル・リゼスポルに4年契約で完全移籍した。

## 代表経歴
2018年からユース世代のルーマニア代表に随時招集され、ゴールを量産。2021年3月の2022 FIFAワールドカップ・ヨーロッパ予選にフル代表初招集。25日の北マケドニア戦で、前半14分に負傷したフロリネル・コマンとの交代で起用され、フル代表初出場。後半5分にゴールも決め、試合も3-2で勝利した。